# Ярошинський Богдан Ігорович
Богдан Ігорович Ярошинський (нар. 29 січня 2005, Житомир, Україна) — український ведучий, шоумен та організатор заходів, відомий своєю активною діяльністю в розважальній індустрії та медіа-просторі.

## Освіта
- Навчався з 1 по 2 клас у Ліцей №16 міста Житомира (офіційний сайт).
- З 3 по 9 клас продовжив навчання у Ліцей №24 міста Житомира (офіційний сайт).
- Після завершення 9 класу вступив до Житомирський фаховий коледж культури і мистецтв (офіційний сайт).

## Кар'єра
З раннього віку Богдан виявляв інтерес до медіа та розважальної індустрії.
- У 2017–2018 роках працював на телеканалі UA: Житомир у телепередачі «Казкова скринька».
- У 2019 році вів рубрику «Лайфхаки від Ярошинського Богдана».
- 2018-2020 Журналіст у виданні «Житомир Онлайн».
- 2020 Журналіст, телеведучий на каналі «С-ТВ»
- 2021-по тепер: Ведучий, шоумен, організатор заходів, концертів (серед них організовані концерти для відомих зірок українського шоу-бізнесу)

Як ведучий, Богдан провів понад 400 заходів, серед яких фестивалі, концерти та корпоративні події.

## Досягнення та нагороди
- II місце у категорії «Художнє читання» на Всеукраїнському конкурсі «Діти – майбутнє України».
- Лауреат II премії у номінації «Конферансьє» на Міжнародному фестивалі мистецтв ім. Володимира Шинкарука.